# Шару-Дорней (комуна)
Шару-Дорней (рум. Șaru Dornei) — комуна у повіті Сучава в Румунії. До складу комуни входять такі села (дані про населення за 2002 рік):
- Гура-Хайтій (619 осіб)
- Нягра-Шарулуй (1749 осіб) — адміністративний центр комуни
- Плаю-Шарулуй (240 осіб)
- Серішор (207 осіб)
- Серішору-Маре (564 особи)
- Шару-Буковіней (362 особи)
- Шару-Дорней (579 осіб)

Комуна розташована на відстані 317 км на північ від Бухареста, 83 км на південний захід від Сучави, 140 км на схід від Клуж-Напоки.

## Населення
За даними перепису населення 2002 року у комуні проживали 4320 осіб.
Національний склад населення комуни:
| Національність | Кількість осіб | Відсоток |
| -------------- | -------------- | -------- |
| румуни         | 4307           | 99,7%    |
| угорці         | 8              | 0,2%     |
| українці       | 3              | 0,1%     |
| німці          | 1              | < 0,1%   |
| болгари        | 1              | < 0,1%   |

Рідною мовою назвали:
| Мова       | Кількість осіб | Відсоток |
| ---------- | -------------- | -------- |
| румунська  | 4315           | 99,9%    |
| українська | 3              | 0,1%     |
| угорська   | 1              | < 0,1%   |
| німецька   | 1              | < 0,1%   |

Склад населення комуни за віросповіданням:
| Релігія        | Кількість осіб | Відсоток |
| -------------- | -------------- | -------- |
| православні    | 4284           | 99,2%    |
| адвентисти     | 11             | 0,3%     |
| баптисти       | 10             | 0,2%     |
| римо-католики  | 8              | 0,2%     |
| п'ятдесятники  | 5              | 0,1%     |
| греко-католики | 1              | < 0,1%   |
| старообрядці   | 1              | < 0,1%   |